# FA Women’s League Cup
Der FA  Women’s League Cup ist ein 2011 eingeführter Fußballpokalwettbewerb der höchsten englischen Frauenfußballligen. Er nannte sich bis 2024 nach dem Sponsor FA WSL Continental Tyres Cup und wird seither offiziell als Subway Women’s League Cup bezeichnet. Teilnehmer sind die Mannschaften der FA Women’s Super League sowie der FA Women’s Championship.
Aktueller Sieger (Saison 2024/25) ist der Chelsea FC Women.

## Modus
Der Modus hat sich im Laufe der Jahre mehrfach verändert. In der Saison 2025/26 findet zunächst eine Gruppenphase mit 21 Mannschaften ohne die zwei besten Teams der vorangegangenen Saison der FA Women’s Super League statt. Dies gilt auch für die drittplatzierte Mannschaft, soweit sie sich für die Gruppenphase eines der Europapokalwettbewerbe qualifiziert. Die fünf Gruppensieger und die drei gesetzten Teams spielen sodann im KO-Modus bis zum Finale.

## Finalspiele
Bisher haben lediglich der Arsenal Women FC (7×), Manchester City W.F.C. (4×) und Chelsea FC Women (3×) den FA Women's League Cup gewonnen.
| Saison  | Sieger                 | Ergebnis              | Finalgegner              | Austragungsort                     | Zuschauer |
| ------- | ---------------------- | --------------------- | ------------------------ | ---------------------------------- | --------- |
| 2011    | Arsenal Women FC       | 4:1                   | Birmingham City          | Pirelli Stadium, Burton upon Trent | 2.167     |
| 2012    | Arsenal Women FC       | 1:0                   | Birmingham City          | Underhill Stadium, London          | 2.535     |
| 2013    | Arsenal Women FC       | 2:0                   | Notts County Ladies F.C. | The Hive, London                   | 3.421     |
| 2014    | Manchester City W.F.C. | 1:0                   | Arsenal FC Women         | Adams Park, High Wycombe           | 3.697     |
| 2015    | Arsenal Women FC       | 3:0                   | Notts County Ladies F.C. | New York Stadium, Rotherham        | 5.028     |
| 2016    | Manchester City W.F.C. | 1:0 n. V.             | Birmingham City          | Academy Stadium, Manchester        | 4.214     |
| 2017/18 | Arsenal Women FC       | 1:0                   | Manchester City W.F.C.   | Adams Park, High Wycombe           | 2.136     |
| 2018/19 | Manchester City W.F.C. | 0:0 n. V. (4:2 n. E.) | Arsenal Women FC         | Bramall Lane, Sheffield            | 2.424     |
| 2019/20 | Chelsea FC Women       | 2:1                   | Arsenal Women FC         | City Ground, Nottingham            | 6.743     |
| 2020/21 | Chelsea FC Women       | 6:0                   | Bristol City             | Vicarage Road, Watford             | 0         |
| 2021/22 | Manchester City W.F.C. | 3:1                   | Chelsea FC Women         | Plough Lane, Wimbledon             | 8.004     |
| 2022/23 | Arsenal Women FC       | 3:1                   | Chelsea FC Women         | Selhurst Park, London              | 19.010    |
| 2023/24 | Arsenal Women FC       | 1:0 n. V.             | Chelsea FC Women         | Molineux Stadium, Wolverhampton    | 21.462    |
| 2024/25 | Chelsea FC Women       | 2:1                   | Manchester City W.F.C.   | Pride Park Stadium, Derby          | 14.187    |